# Amara hicksi
Amara hicksi är en skalbaggsart som beskrevs av Carl Hildebrand Lindroth. Amara hicksi ingår i släktet Amara och familjen jordlöpare. Inga underarter finns listade i Catalogue of Life.